# レトイアンニ
レトイアンニ（イタリア語: Letojanni）は、イタリア共和国シチリア州メッシーナ県にある、人口約2,800人の基礎自治体（コムーネ）。

## 地理

### 位置・広がり
メッシーナ県東部のコムーネ。県都メッシーナから南南西へ41kmの距離にある。

#### 隣接コムーネ
隣接するコムーネは以下の通り。
- カステルモーラ
- フォルツァ・ダグロ
- ガッロドーロ
- モンジュッフィ・メリーア
- タオルミーナ